# Deuteroxorides
Deuteroxorides (лат.) — род наездников-ихневомнид из подсемейства Poemeniinae (Ichneumonidae). Палеарктика и Юго-Восточная Азия. 6 видов.

## Описание
Наездники-ихневмониды средних размеров (около 1 см). От близких групп отличается следующими признаками: коготки передних и средних лапок с дополнительным зубцом; в переднем крыле жилка 3rs отсутствует; висок дорсально мелко и слабо скульптирован; мандибулы долотовидные с одним зубцом. Имеют стройное удлиненное тело с длинными яйцекладами. Препектальный валик отсутствует. Паразитоиды насекомых, добывающих пищу в древесине, например, различных жуков-ксилофагов.

## Классификация
Мировая фауна включает 6 видов, в Палеарктике — 3 вида, в Европе — 1 вид. Фауна России включает 2 вида наездников-ихневмонид этого рода.
- Deuteroxorides atratus Kasparyan, 1976
- Deuteroxorides breviterebratus Watanabe, 2017
- Deuteroxorides brumhus Gupta, 1980
- Deuteroxorides elevator (Panzer, 1799)
- Deuteroxorides indicus Gupta, 1980
- Deuteroxorides orientalis (Uchida, 1928)